# Goldgelbe Narzisse
Die Goldgelbe Narzisse (Narcissus aureus) ist eine Pflanzenart aus der Familie der Amaryllisgewächse (Amaryllidaceae).

## Beschreibung
Die Goldgelbe Narzisse wächst als ausdauernde krautige Pflanze und erreicht Wuchshöhen von bis zu 45 Zentimeter. An einem doldigen Blütenstand bilden sich zehn bis zwölf Blüten von orangegelber Farbe. Die Farbe der Nebenkrone ist etwas kräftiger als der der Hauptkrone. Sie ähnelt in ihrem gesamten Erscheinungsbild sehr der Tazette (Narcissus tazetta), weshalb sie von einigen Autoren auch als Unterart dieser Narzisse gesehen wird.

## Verbreitung
Die Goldgelbe Narzisse ist im gesamten Mittelmeerraum verbreitet. In der Gartenkultur wird diese Art nicht besonders häufig gepflegt. Der Narzissenkenner Walter Erhardt hält es jedoch für möglich, dass die im Handel angebotene Sorte Narcissus 'Grand Soleil d'Or' eine Auslese dieser Art ist.